# Jegeniš
Jezero Jegeniš (točnije, skup jezera i bara površine ukupno oko 66 hektara) nalazi se u Koprivničko-križevačkoj županiji na južnom dijelu područja općine Legrad i drugo je po veličini u toj županiji.

## Opis
Jezero Jegeniš udaljeno je oko 750 m od rijeke Drave iz koje se opskrbljuje vodom i oko 3 km od jezera Šoderica i njime gospodari ŠRK "Smuđ" Legrad. To su umjetna jezera nastala iskapanjem šljunka. Obala jezera je uređena s popriličnim brojem vikend objekata i kamp kućica i nekoliko plaža, relativno prohodna, obrasla sjeverozapadnim dijelom niskim raslinjem, visokim raslinjem, trskom, rogozom i šikarom. Pristup bistroj vodi je moguć na velikom broju ribičkih mjesta. Oko jezera su poljoprivredne površine, a zapadno od jezera je Đelekovečka mrtvica, stari rukavac ili korito rijeke Drave, jako nepristupačno mjesto, ali poznato po brojnosti štuke. Dno jezera je šljunkovito, mjestimično prilično muljevito i obraslo vodenom travom krocanj, trskom a ima i lopoča. Jezera i spomenuta mrtvica se poribljavaju i bogata su svim ribljim vrstama: posebno šaran (divlji/vretenasti i ribnjački/bezljuskaš), amur, obični i pastrvski grgeč bass, tolstolobik (bijeli/sivi glavaš), som, štuka, smuđ, linjak i skoro sva ostala sitnija riba. Dozvoljena je upotreba čamaca. 

## Galerija
- Jegeniš jezero
- Jegeniš jezero